# Похищение дочерей Левкиппа (картина)
«Похищение дочерей Левкиппа» — картина Питера Пауля Рубенса.
В этой картине Рубенс использовал миф о братьях Диоскурах, сыновьях Зевса и Леды, Касторе и Полидевке, похитивших дочерей царя Левкиппа — Гилайру и Фебу. В этом сюжете Рубенса увлёк сам драматический момент похищения, дающий богатые возможности для пластических решений.

## Описание
Сильными, мускулистыми руками юноши подхватывают нагих женщин, чтобы посадить их на коней. В отчаянии и испуге дочери царя обращают взоры к небу, как бы ища у богов спасения. На шеях взвившихся коней повисли маленькие весёлые амуры. Все восемь фигур искусно вписаны в круг, который в свою очередь красиво расположен в пределах почти квадратного поля. Низкий горизонт позволяет ясно читать сложный, прихотливый силуэт группы. Она построена на контрастах движений и цветовых пятен. Светлые, нежные тела обнажённых золотоволосых женщин искусно сопоставлены с загорелыми, крепкими фигурами тёмнокудрых мужчин. Красная, золотистая, белая и тёмно-зелёная ткани усиливают декоративный эффект цветовой композиции. Кажущаяся запутанность группировки рассчитана на то, чтобы производить впечатление напряжённости ситуации, но в то же время построение обладает строжайшей логической продуманностью. Клубок тел имеет три точки опоры, зафиксированные в упирающейся ноге коня, в месте упора правой ноги Диоскура и в точке опоры его левой ноги, которую как бы отталкивает рука Левкиппиды. Причём эти точки опоры расположены в разных удалениях от зрителя, тем самым как бы способствуя пространственной ориентации группы. Живо ощущается необыкновенная увлечённость великого художника нахождением разнообразнейших ракурсов, раскрытием богатства пластических состояний человеческого тела, в чём он вряд ли может иметь многих соперников. Движение в понимании Рубенса несёт в себе как эмоциональный порыв, так и ситуационный или сюжетный смысл. Но и в том и в другом случае оно, отталкиваясь от реальности, приобретает некую художественную условность, подчиняясь законам художественной организации форм на плоскости. Рубенс стремился сообщить композиции декоративный характер, доставить наслаждение многообразной красотой линий и форм в их переплетении, взаимопроникновении и сопоставлении. Своих смелых и дерзких героев Рубенс наделил красотой здоровой молодости, ловкостью, силой и кипучей жаждой жизни.